# 狼溪
《狼溪》（英語：Wolf Creek）是一部2005年澳大利亞恐怖電影，由葛格·麥克林編劇、聯合製作和導演，約翰·賈瑞特、納森·菲利普、凱桑德拉·瑪格拉斯和凱斯蒂·莫拉希主演，讲述三個背包客在澳大利亞內陸被施虐型病态仇外連環殺手米克·泰勒追杀的故事。這部電影被含糊地宣傳為“根據真實事件改編”，而其情節中的元素讓人聯想到現實生活中1990年代伊凡·米拉特和2001年布拉德利·默多克犯下的背包客謀殺案，麥克林將兩者作為劇本的靈感來源。
《狼溪》的製作預算為110萬美元，在南澳大利亞拍攝；這部電影幾乎完全是用HDCAM拍攝的。影片於2005年1月在圣丹斯电影节上進行了全球首映，於2005年9月在愛爾蘭和英國上映，於11月在澳大利亞各地上映，北領地除外，出於對皮特·法爾科尼奧謀殺案将要进行的審判的尊重。在美國和加拿大，影片於2005年圣诞节上映，由次元影業發行。
《狼溪》受到了影評人褒貶不一的評價，罗杰·埃伯特和曼諾拉·達吉斯等影評人批評它對暴力的逼真和無情描寫。其他出版物，如《綜藝》和《Time Out》稱讚了這部電影的刑房美學，後者稱其對犯罪和暴力的直接描绘是“打破禁忌”。這部電影獲得了七項澳大利亞電影學院獎提名，包括最佳導演獎（麥克林）。2010年，入選《偏锋杂志》十年最佳100部電影榜單。

## 剧情
1999年，兩名英國遊客利兹·亨特和克丽丝蒂·厄尔與澳大利亞朋友本·米切尔一起背包穿越澳大利亚。本買了一輛破舊的汽車，用於從布魯姆經大北方公路前往昆士蘭州凱恩斯的旅程。
一行三人在沃尔夫溪國家公園停留。幾個小時後，他們發現手錶停了，汽車無法啟動。天黑後，一個名叫米克·泰勒的人遇到了他們，並提議將他們拖到他的營地修理汽車。三人和他一起去了沃尔夫溪以南幾個小時路程的廢棄礦場。米克一邊炫耀自己會修車，一邊向他們講述他過去的誇張故事。然後他給三人喝水，導致他們失去知覺。
利兹醒來時被塞住了嘴巴，被綁在一個棚子裡。她掙脫束縛，聽到米克在車庫裡折磨克丽丝蒂；暗示米克對她進行了性侵犯。利兹點燃了現已拆除的汽車以分散他的注意力，並去幫助克丽丝蒂。當米克回來時，她用他的步槍向他開槍，子彈擊中了他的脖子。二人試圖乘坐米克的卡車逃離。米克跌跌撞撞地走出車庫，朝她們開槍，然後追了上去。二人將他的卡車推下懸崖，然後返回現場取另一輛車，以躲避他。利兹把歇斯底里的克丽丝蒂留在外面，告訴她如果利兹在五分鐘內不回來就步行逃跑。
利兹進入另一個車庫，發現米克的大量汽車和旅行者的財產，包括攝像機。她觀看了其中一個的回放，看到米克“幫助”其他滯留在沃尔夫溪的旅行者時感到震驚。她拿起本的相機，注意到鏡頭中米克的卡車；原来，早在他們到達沃尔夫溪之前，他就一直跟著他們。她上了車，但米克出現在後座，用布伊刀刺傷了她。利兹爬了出來，他砍掉了她的手指，然後切斷了她的脊髓，使她癱瘓。他逼问她克丽丝蒂的下落。
黎明時分，克丽丝蒂已經到達高速公路，被路過的司機發現。司機試圖幫助她，但被米克用狙击步枪射殺了。米克追了上去，克丽丝蒂只得開著司機的車離開了。當米克开车追上克丽丝蒂时，克丽丝蒂將米克的車撞到溝裡，但米克爬起来用枪擊中了她的後輪胎，導致她也開進溝裡，汽車翻滾，她試圖爬走，但被槍殺了。米克把她的屍體和死去的司機捆在他的車後座上，然後點燃了汽車。
本醒來時被釘在礦井中的十字架上。他把自己从钉子上拔下来，逃到內陸，但因脫水而昏倒在一條土路旁。他被一對瑞典夫婦發現，他們將他帶到卡尔巴里，在那裡他被空運到醫院。
字幕写道，儘管警方幾次大規模搜索，仍然沒有利兹·亨特和克丽丝蒂·厄尔的下落。先前的調查都雜亂無章，因為搞不清案發地點，又缺乏具體實證。據說唯一目擊者的說法不可靠。本·米切尔在羈押4個月以後，終於擺脫嫌疑獲得釋放。他目前住在澳洲南部。米克拿著步槍走進夕陽，电影结束。

## 演员
- 約翰·賈瑞特（英语：John Jarratt） 饰 米克·泰勒（Mick Taylor）
- 凱桑德拉·瑪格拉斯（英语：Cassandra Magrath） 饰 利兹·亨特（Liz Hunter）
- 凱斯蒂·莫拉希（英语：Kestie Morassi） 饰 克丽丝蒂·厄尔（Kristy Earl）
- 納森·菲利普（英语：Nathan Phillips (actor)） 饰 本·米切尔（Ben Mitchell）
- 居伊·奧唐納（Guy O'Donnell） 饰 汽車銷售員
- 傑夫·雷維爾（Geoff Revell） 饰 格雷厄姆（Graham）
- 安迪·麥菲（Andy McPhee） 饰 巴扎（Bazza）
- 亞倫·斯特恩斯（Aaron Sterns） 饰 巴扎的伙伴
- 邁克爾·穆迪（Michael Moody） 饰 巴扎的老夥伴
- 戈登·普爾（Gordon Poole） 饰 老人
- 居伊·彼德森（Guy Petersen）和燕妮·斯塔瓦尔（Jenny Starvall） 饰 瑞典背包客
- 葛格·麥克林 饰 警察

## 荣誉
| 奖项                    | 类别         | 主體          | 结果 | 参     |
| ----------------------- | ------------ | ------------- | ---- | ------ |
| AACTA獎 （2005年AFI奖） | 最佳导演     | 葛格·麥克林   | 提名 | [ 13 ] |
| AACTA獎 （2005年AFI奖） | 最佳原創劇本 | 葛格·麥克林   | 提名 | [ 13 ] |
| AACTA獎 （2005年AFI奖） | 最佳剪輯     | 傑森·巴蘭坦   | 提名 | [ 13 ] |
| AACTA獎 （2005年AFI奖） | 最佳攝影     | 威爾·吉布森   | 提名 | [ 13 ] |
| AACTA獎 （2005年AFI奖） | 最佳女配角   | 凱斯蒂·莫拉希 | 提名 | [ 13 ] |
| AACTA獎 （2005年AFI奖） | 最佳原創配乐 | 弗兰克·泰塔   | 提名 | [ 13 ] |
| AACTA獎 （2005年AFI奖） | 最佳音响     | 德斯·肯尼利   | 提名 | [ 13 ] |
| AACTA獎 （2005年AFI奖） | 最佳音响     | 彼得·史密斯   | 提名 | [ 13 ] |
| AACTA獎 （2005年AFI奖） | 最佳音响     | 皮特·貝斯特   | 提名 | [ 13 ] |
| AACTA獎 （2005年AFI奖） | 最佳音响     | 湯姆·霍澤羅德 | 提名 | [ 13 ] |
| 瘋哥利牙電鋸獎          | 最佳男演员   | 約翰·賈瑞特   | 提名 | [ 14 ] |
| 土星獎                  | 最佳恐怖片   | 大衛·萊特福特 | 提名 | [ 15 ] |
| 土星獎                  | 最佳恐怖片   | 葛格·麥克林   | 提名 | [ 15 ] |